# Học viện Quân sự Frunze
Học viên Quân sự M. V. Frunze (tiếng Nga: Военная академия имени М. В. Фрунзе) là trường đào tạo quân sự của Quân đội Liên Xô và sau này là của Quân đội Nga. Trường tọa lạc tại Moskva.
Học viện được Hồng quân Liên Xô thành lập vào năm 1918 với tên gọi ban đầu là Học viện Tổng tham mưu của Hồng quân với chức năng tương tự Học viện Quân sự Đế quốc Nicholas của quân đội Sa hoàng. Sau đó, năm 1921, trường được đổi tên thành Học viện Quân sự; năm 1925, được đổi tên thành Học viện Quân sự mang tên M. V. Frunze để vinh danh nhà cách mạng Bolshevik Mikhail Vasilyevich Frunze. Từ thập niên 1930, trường trở thành cơ sở đào tạo sĩ quan cao cấp cho Hồng quân Liên Xô trước khi chức năng này được chuyển cho Học viện Quân sự Bộ Tổng tham mưu Hồng quân (nay là Học viện Quân sự Bộ Tổng tham mưu Lực lượng Vũ trang Nga). Vào thời điểm đó, phần lớn các sĩ quan cao cấp của Hồng quân được đào tạo ở trường này, nhiều người trong số họ sau trở thành những chỉ huy hàng đầu của Quân đội Liên Xô trong Chiến tranh Vệ quốc Vĩ đại.
Sau khi Liên Xô bị giải thế, Học viện Quân sự Frunze tiếp tục được duy trì cho đến tận năm 1998 khi nó cùng Học viện Tăng thiết giáp Malinovsky và một số cơ sở đào tạo quân sự khác nhập lại thành Học viện Quân sự Tổng hợp của Lực lượng vũ trang Liên bang Nga.
Suốt chiều dài hoạt động, Học viện được lãnh đạo bởi các giám đốc sau:
- Anton Klimovich (1918–1919)[1]
- Andrei Snesarev (1919–1921)[1]
- Mikhail Tukhachevsky (1921–1922)[1]
- Anatoly Gekker (1922)[1]
- Pavel Lebedev (1922–1924)[1]
- Mikhail Frunze (1924–1925)[1]
- Roberts Eidemanis (1925–1932)[1]
- Boris Shaposhnikov (1932–1935)[1]
- August Kork (1935–1937)[1]
- Nikolay Veryovkin-Rakhalsky (1937–1939)[1]
- Mikhail Khozin (1939–1941)[2]
- Nikolay Veryovkin-Rakhalsky (1941–1944)[1]
- Nikandr Chibisov (1944–1948)[2]
- Vyacheslav Tsvetayev (1948–1950)[2]
- Aleksey Zhadov (1950–1954)[2]
- Pavel Kurochkin (1954–1968)[2][3]
- Andrei Stuchenko [ru] (1968–1969)[2][3]
- Alexei Radzievsky (1969–1978)[2][3]
- Pavel Melnikov [ru] (1978–1982)[2][3]
- Gennady Obaturov (1982–1985)[2]
- Vladimir Konchits [ru] (1985–1991)[2]
- Vladimir Lobov (1991)[4]
- Fyodor Kuzmin [ru] (1992–1997)[4]
- Leonid Zolotov [ru] (1997–1998)[4]